# العلاقات الجزائرية الناوروية
العلاقات الجزائرية الناوروية هي العلاقات الثنائية التي تجمع بين الجزائر وناورو.

## مقارنة بين البلدين
هذه مقارنة عامة ومرجعية للدولتين:
| وجه المقارنة                                              | الجزائر                      | ناورو                          |
| --------------------------------------------------------- | ---------------------------- | ------------------------------ |
| المساحة (كم2)                                             | 2.38 مليون                   | 21                             |
| عدد السكان (نسمة)                                         | 38.81 مليون                  | 10.08 ألف                      |
| الكثافة السكانية (ن./كم²)                                 | 16.31                        | 48.00 ألف                      |
| العاصمة                                                   | الجزائر                      | ضاحية يارين                    |
| اللغة الرسمية                                             | اللغة العربية، لغات أمازيغية | اللغة الناورونية، لغة إنجليزية |
| العملة                                                    | دينار جزائري                 | دولار أسترالي                  |
| الناتج المحلي الإجمالي (بليون دولار)                      | 170.37 مليار                 | 113.88 مليون                   |
| الناتج المحلي الإجمالي (تعادل القوة الشرائية) بليون دولار | 582.63 مليار                 | 162.98 مليون                   |
| الناتج المحلي الإجمالي الاسمي للفرد دولار أمريكي          | 4.21 ألف                     | 9.83 ألف                       |
| الناتج المحلي الإجمالي للفرد دولار أمريكي                 | 14.19 ألف                    |                                |
| مؤشر التنمية البشرية                                      | 0.745                        |                                |
| رمز المكالمات الدولي                                      | +213                         | +674                           |
| رمز الإنترنت                                              | .dz                          | .nr                            |
| المنطقة الزمنية                                           | ت ع م+01:00                  | ت ع م+12:00                    |

## منظمات دولية مشتركة
يشترك البلدان في عضوية مجموعة من المنظمات الدولية، منها:
| علم المنظمة | اسم المنظمة                   | تاريخ انضمام الجزائر | تاريخ انضمام ناورو |
| ----------- | ----------------------------- | -------------------- | ------------------ |
|             | يونسكو                        | 15 أكتوبر 1962       | 17 أكتوبر 1996     |
|             | الاتحاد البريدي العالمي       | ?                    | ?                  |
|             | منظمة الشرطة الجنائية الدولية | ?                    | ?                  |
|             | الأمم المتحدة                 | 8 أكتوبر 1962        | 14 سبتمبر 1999     |
|             | الاتحاد الدولي للاتصالات      | 3 مايو 1963          | 10 يونيو 1969      |
|             | منظمة حظر الأسلحة الكيميائية  | ?                    | ?                  |

## وصلات خارجية
- موقع وزارة الخارجية الجزائرية